# Sùng bái lỗ rốn

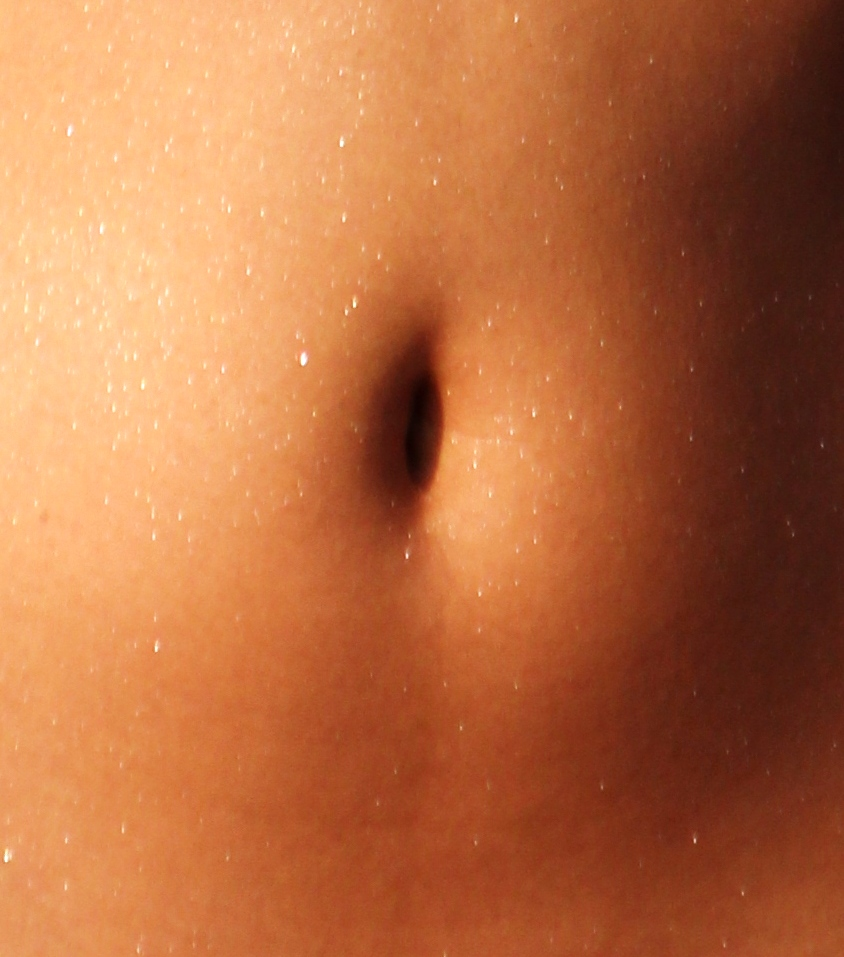
Lỗ rốn của một phụ nữ

Sùng bái lỗ rốn hay tôn sùng lỗ rốn (tiếng Anh: alvinophilia) là một dạng tôn sùng cục bộ trong đó một cá nhân bị thu hút bởi rốn của con người.
Theo một nghiên cứu, tôn sùng lỗ rốn là một dạng tôn sùng vừa phải, phổ biến giữa các cá nhân. Theo thống kê năm 2012, tôn sùng lỗ rốn là dạng tôn sùng phổ biến thứ hai trên Google theo thống kê mức trung bình tìm kiếm hàng tháng trên toàn cầu của trang web này.

## Sự kích thích

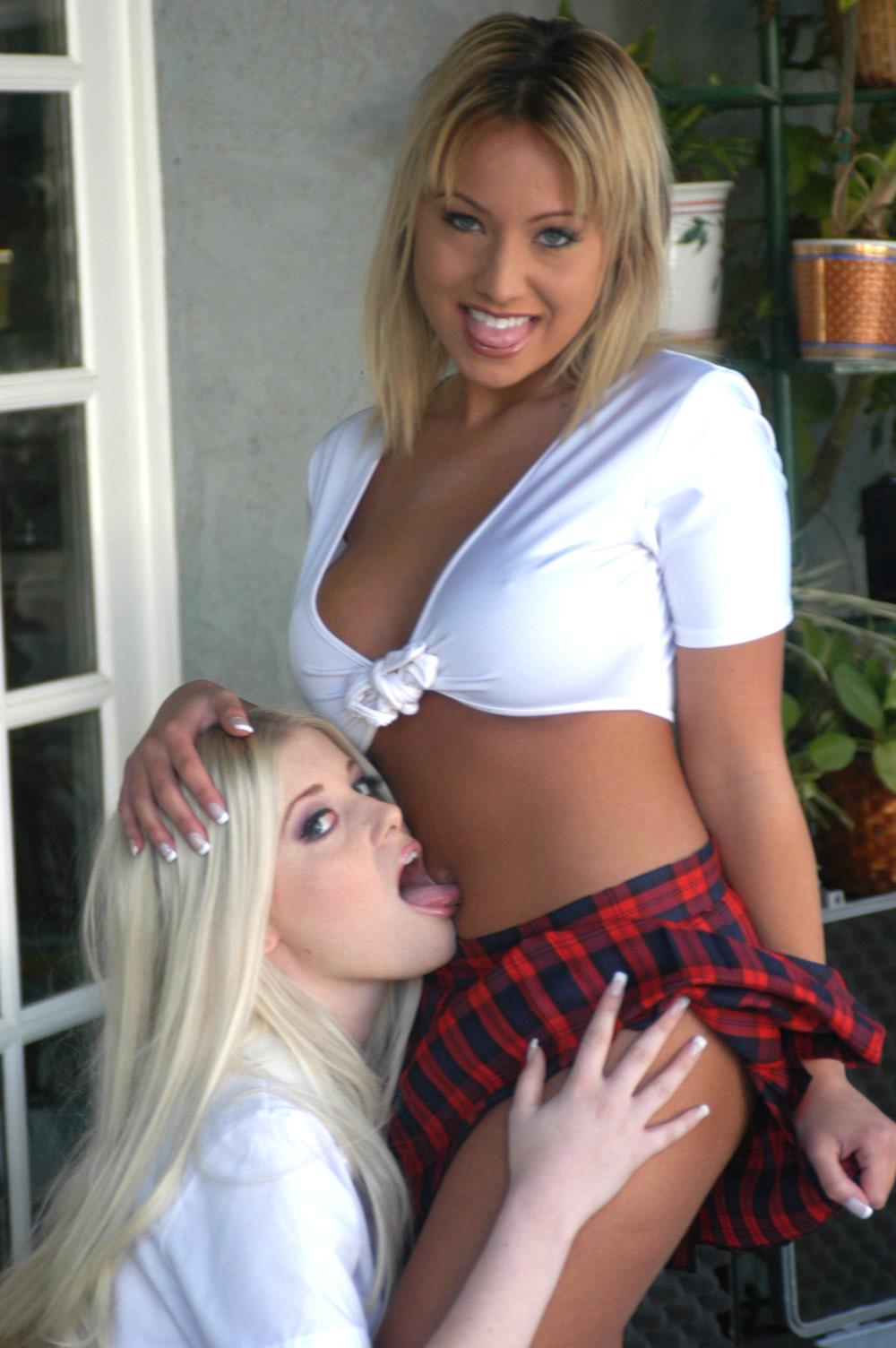
Liếm rốn là một trong những phương pháp chính gây kích thích.

Một người tôn sùng lỗ rốn có thể trở nên hưng phấn tình dục bởi một loạt các kích thích, bao gồm các lời nói, suy nghĩ hoặc các hình thức tương tác vật lý cụ thể liên quan tới lỗ rốn.

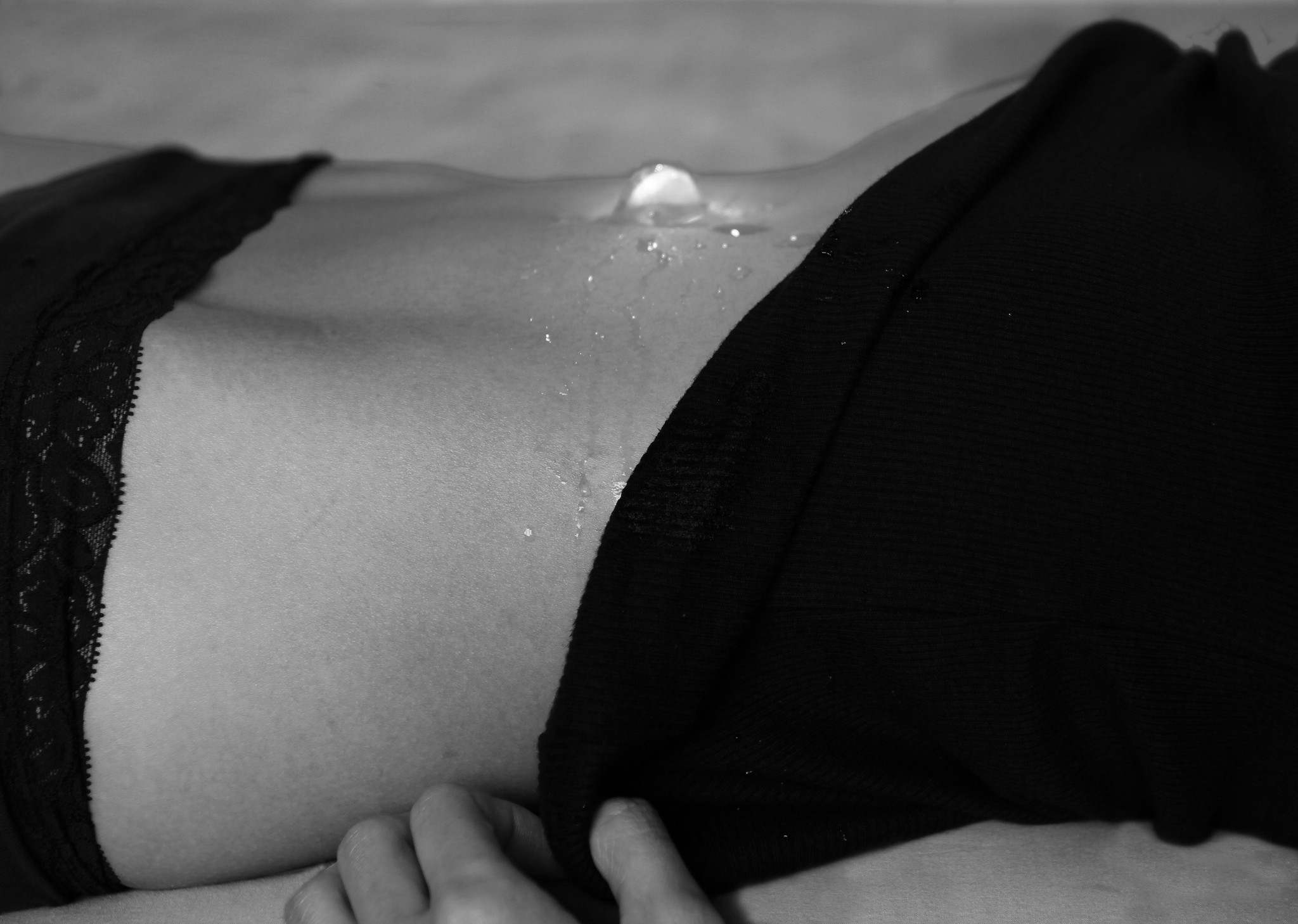
Bỏ đá lên vùng rốn có thể tạo khoái cảm tình dục.

### Tương tác vật lý
Một số người tôn sùng lỗ rốn cảm thấy các tương tác vật lý liên quan đến lỗ rốn có thể tạo ra hưng phấn tình dục. Các hành vi tương tác vật lý có thể bao gồm liếm rốn bằng lưỡi, xoa kem dưỡng da hoặc dầu chống nắng. Một số người sùng bái lỗ rốn cũng có thể cảm thấy sướng bởi việc đổ những giọt rượu sâm banh, mật ong, nước sốt sô cô la, kem đánh bông, v.v., vào xung quanh rốn rồi sau đó liếm hoặc mút nó. Ngoài ra, liếm lưỡi vào rốn khi ở dưới nước hay thậm chí đặt đá lạnh lên rốn cũng có thể tạo ra khoái cảm xác thịt.
Rốn là một vùng kích thích tình dục với độ nhạy cảm cao. Khi chạm ngón tay hay đầu lưỡi vào rốn và vùng bên dưới nó, cảm giác hưng phấn sẽ xuất hiện. Một số người thì thấy rất nhột khi bị chạm vào khu vực đó. Một số người khác lại có thể bị kích thích bởi cù lét, liếm, thổi không khí bằng môi hay dùng một sợi lông, một bông hoa hay mảnh cỏ để chạm vào khi người đó đang nhột ở rốn. Kích thích bằng ngón tay lên rốn cũng là một hành động phổ biến.

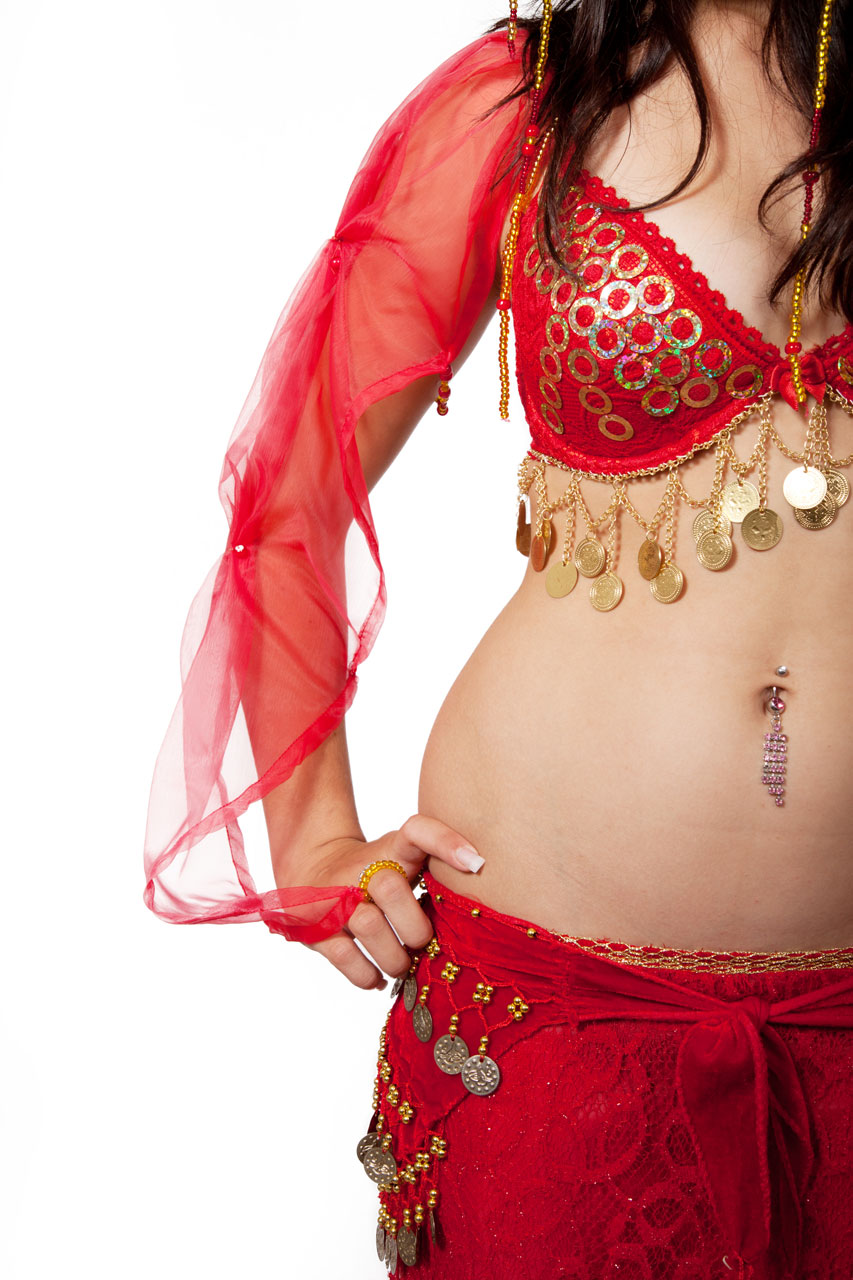
Một vũ công múa bụng với một chiếc khuyên rốn.

Tuy nhiên, vài người ưa thích việc tra tấn, bạo dâm hay một loạt các hành động gây đau đớn khác như mút hoặc kéo rốn ra (thường bằng ống tiêm), nhỏ dầu nóng hoặc sáp nến, chọc ghim vào rốn, hay thậm chí là đâm, chọc vào lỗ rốn. Hành động này thường chủ yếu hướng vào rốn của bạn tình, nhưng đôi khi có thể bao gồm cả rốn của chính người tôn sùng.
Một gái mại dâm ở Thổ Nhĩ Kỳ cho biết rằng một số đàn ông đã cố gắng quan hệ tình dục bằng cách đưa dương vật của họ vào rốn của cô.

### Tưởng tượng
Một số người sùng bái lỗ rốn có thể hứng tình bằng cách ngắm nhìn lỗ rốn. Ví dụ, với một người đàn ông dị tính, phụ nữ mặc bikini là một khoái cảm điển hình. Ngoài ra, phụ nữ mặc các loại quần áo hở như quần jean, quần short, phô bày rốn cũng tạo ra kích thích tình dục cho người quan sát. Nhà báo Ấn Độ Bachi Karkaria từng bình luận: "Rốn là một khu vực nhạy cảm. Đây là lý do tại sao việc phơi bày nó ra luôn luôn là phong cách thời trang. Phụ nữ đã nhận ra qua các thời đại rằng đàn ông thường bị thu hút bởi nó. Nó được phô ra bởi vì bản thân nó muốn được chiêm ngưỡng".
Ngoài ra, những video có các hành vi tương tác nói trên thường là những video rất phổ biến và được xem trên toàn thế giới. Sự nổi tiếng của thể loại này đã vượt xa hơn so với các video khiêu dâm thông thường. Người mẫu Wonderhussy, một người sùng bái lỗ rốn tuyên bố trên blog cá nhân của mình rằng cô đã thực hiện nhiều video tôn sùng lỗ rốn, trong đó, cô nằm ngửa và tự kích thích rốn bằng cách thọc ngón tay vào đó và kéo căng nó ra. Một vài người mẫu khác như Elan kane, Indica, v.v., cũng từng xuất hiện trong các video tương tự.
Các vũ công múa bụng thường đeo khuyên rốn hoặc chèn đồng sequin vào rốn của họ để làm cho nó trông hấp dẫn khi họ biểu diễn. Không chỉ họ, nhiều phụ nữ trẻ hàng ngày cũng trang trí bằng các vật thể trên nhằm tăng thêm nét duyên dáng cho lỗ rốn của họ. Việc trang trí như vậy phần nào cũng khơi dậy khoái cảm khi có ai đó nhìn thấy.
Trong vài trường hợp, chỉ cần suy nghĩ đến lỗ rốn là đủ để có cảm giác kích thích. Một số người tôn sùng lỗ rốn thường mơ tưởng về các hành vi tương tác thực tế trên rốn của một người để đạt được khoái cảm tình dục. Chẳng hạn, bộ lạc Samoa cảm thấy kích thích tình dục khi nhìn thấy một chiếc rốn.

### Trong văn học, nghệ thuật
Đôi khi các tác phẩm văn học tập trung vào chủ đề lỗ rốn hoặc biểu tượng tình dục liên quan đến lỗ rốn cũng có thể đóng vai trò kích thích đối với những người tôn sùng lỗ rốn.  Navel Revue của tác giả Jay Hahn-Lonne là một tác phẩm như vậy, đây là một nghiên cứu có tính chất tự truyện về nỗi ám ảnh của một người đàn ông với lỗ rốn. Trong Sách Diễm Ca, một cuốn sách trong Kinh thánh của người Do Thái, có những lời bóng gió về những điều kỳ lạ xảy ra trong tự nhiên, trong sự đan xen thường xuyên giữa thiên nhiên với hình ảnh khiêu dâm. Trong những lời ngợi ca xa xỉ mà Solomon dành tặng tình yêu của mình - một cô gái nhà quê, Sulaimi - rốn được đề cập như sau: "rốn của nàng cũng giống như vòng tròn quanh chiếc cốc không có rượu: bụng của nàng giống như một đống lúa mì với hoa huệ xếp chung quanh".(7: 2).
Trong bài thơ "Little Lion Face", thi sĩ Mỹ May Swenson đã viết: "Ngay lúc này đây, anh xin phép cả gan chạm vào chiếc cổ bị sưng của em, lướt đôi môi cẩn thận qua những cánh hoa, hít sâu vào hương vị phấn hoa vàng trong chiếc rốn của em". Trong bài thơ "August Nigh", ông thổ lộ: "Chiếc rốn là một hồ nước nhỏ trong con sóng thủy triều hung bạo lướt qua quanh cặp đầu gối của em".
Nhà văn người Séc, Milan Kundera, trong cuốn sách năm 2015 The Festival of Insignificance đã truyền đạt về sự gợi tình nơi những chiếc rốn của phụ nữ. Alain, một trong những nhân vật trong cuốn sách, thắc mắc với bạn mình rằng hầu hết những phụ nữ trẻ ở Paris mặc áo phông hoặc áo cánh để lộ cơ bụng của họ, phô bày chiếc rốn ra cho mọi người thấy. Từ đó, rốn đã trở thành đối tượng mới của ham muốn.
Robert W. Service trong bài thơ ngắn "Navels" của mình đã đề cập đến lỗ rốn. Trong văn học tiếng Phạn cổ của Ấn Độ, các tác gia như Adi Shankara, Kālidāsa, v.v., đã nhắc đến chiếc rốn khi mô tả vẻ đẹp của Nữ thần Hindu.

### Tranh ảnh khiêu dâm
Trong năm 1970, "Tạp chí Belly Button", một tạp chí tồn tại trong thời gian ngắn và chỉ có hai ấn bản đã được Viện Kinsey thu hồi có mô tả về việc xâm nhập tình dục khi giao hợp qua lỗ rốn kèm theo vài hình ảnh tình dục liên quan đến tương tác vật lý như mô tả. Năm 2011, Nhà xuất bản MTJ cho ra mắt ấn bản truyện tranh người lớn có liên quan đến hành vi tình dục với lỗ rốn, "Navel Maneuvers 1: Bellybutton-Tickling Erotica". Năm 2014, một cuốn sách điện tử khiêu dâm do Kindle phát hành với tựa đề "Bellybutton Fetish: Erotic and naughty stories for bellybutton lovers" được công bố trực tuyến thông qua Amazon Digital Services, Inc. Trong cùng năm đó, Nhà xuất bản MTJ cũng cho ra đời phiên bản thứ hai của loạt truyện khiêu dâm Navel Maneuvers.

### Điện ảnh
Bộ phim Super Heroine Witch Hunter SAYAKA năm 2006, với sự tham gia của nữ diễn viên Hikari Gonoi, có một cảnh tượng trong đó Gonoi bị bạn tình ngoáy ngón tay vào rốn liên tục trong gần ba phút, cùng một cảnh khi mà nhân vật của Gonoi bị gai hoa hồng đâm vào sâu trong rốn.

## Liên quan đến các hình thức tôn sùng khác
Sùng bái lỗ thường cùng tồn tại với tôn sùng dạ dày hay bụng. Tôn sùng lỗ rốn có thể cùng tồn tại với tôn sùng tra tấn vì một số người tôn sùng rốn thích thực hiện hoặc chấp nhận bị tra tấn rốn. Một số người cũng thích tham gia vào các hành vi quan hệ tình dục thể xác, thường liên quan đến các hình thức tôn sùng liên quan đến cân nặng như BBW, ăn uống hay tự làm béo mình.

## Tỷ lệ phổ biến trên Internet
Trong những năm cuối thập niên 90, có một nhóm nhỏ các trang web tôn sùng lỗ rốn tồn tại trực tuyến. Các trang web này được duy trì bởi các cá nhân và thường được lưu trữ trên các trang web diễn đàn của bên thứ ba như ProBoards hoặc InsideTheWeb. Mỗi diễn đàn phục vụ một dạng tôn sùng duy nhất, nhưng chủ yếu giống nhau ở chỗ họ có ảnh những người nổi tiếng, sách báo khiêu dâm hay một vài thứ khác. Khi chủ đề này vượt qua các diễn đàn do sự bùng nổ của mạng xã hội và các trang web khiêu dâm lớn, các trang web kiểu này bắt đầu đóng cửa từng cái một. Sau đó, trang web The Original Bellybutton Forum (OBF) trở nên phổ biến nhưng đã ngừng hoạt động do các vấn đề liên quan đến quản trị viên. Nó được xây dựng lại với cái tên BellyLove nhưng cũng sớm gặp số phận tương tự như OBF.

## Tranh cãi

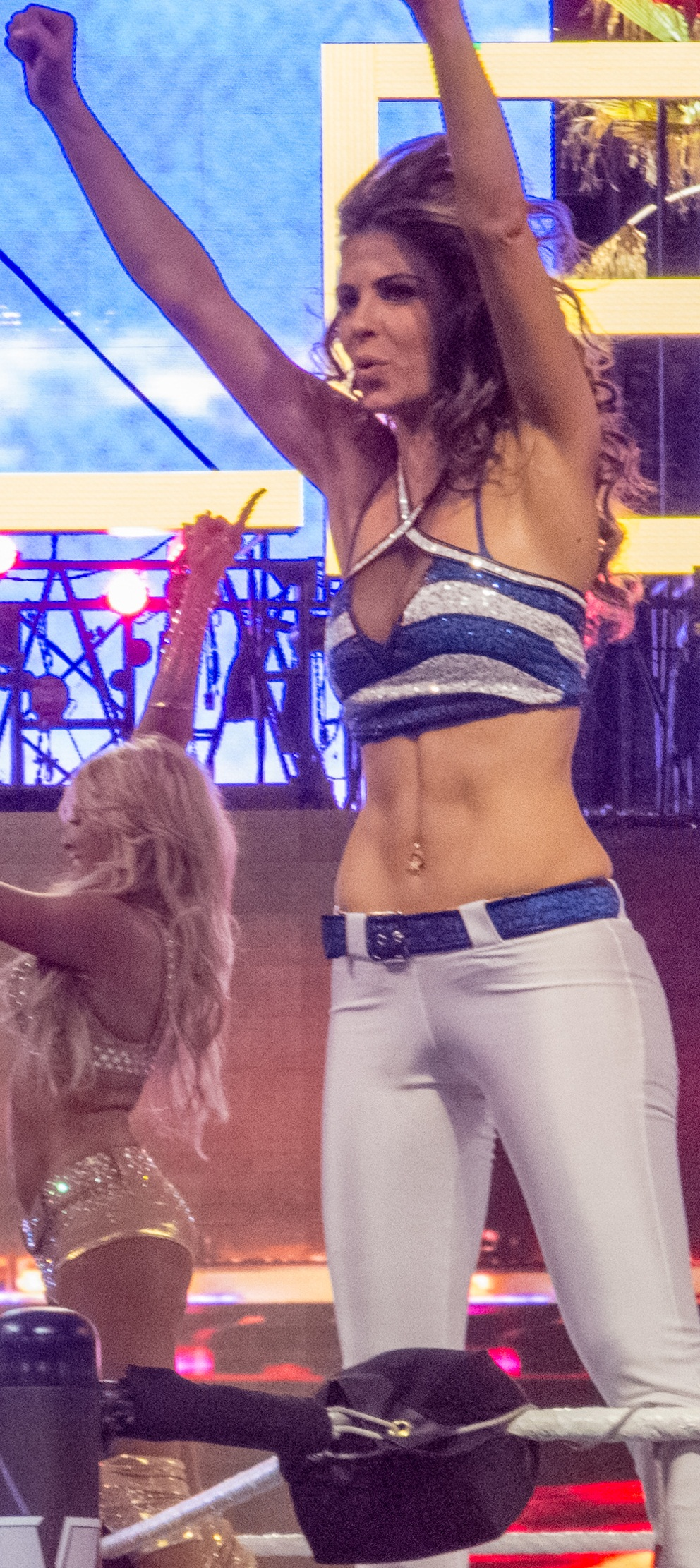
Maria Menounos

Nhân vật truyền hình người Mỹ Maria Menounos cho biết trên The Howard Stern Show vào ngày 11 tháng 6 năm 2012 rằng cô đã bị nhiều bác sĩ lạm dụng tình dục trong các cuộc kiểm tra y tế. Cô thuật lại việc một bác sĩ phụ khoa nam đã chạm vào rốn của cô sau khi phàn nàn về cái rốn "nóng" của cô do dùng khuyên. Cô nói rằng mình không muốn kiện tụng hay cái gì đó tương tự khiến cho tình hình tồi tệ hơn.